# Надежда Грузии (икона)
«Надежда Грузии» (груз. საქართველოს იმედი) — православная икона, находящаяся в соборе Цминда Самеба в Тбилиси.

## История
Идея создания иконы «Надежда Грузии» принадлежит католикосу-патриарху всея Грузии Илии II. Создавали её полностью на пожертвования прихожан, которые собирали в течение трёх лет.
Над созданием иконы работали Бека Вардукадзе, Давид Тевдорашвили, Заза Сагиани и Виктор Тодуа под руководством диакона Якова Абашидзе.
На изготовление иконы ушло 30 килограммов золота, а её материальная стоимость составляет 27 миллионов долларов.
В декабре 2011 года икону молитвенным ходом доставили из Патриархии в Сионский храм Успения Божией Матери, где был отслужен малый параклис, а затем торжественно внесли в собор Цминда Самеба. Это событие было приурочено к тридцать четвёртой годовщине интронизации Илии II. Киот для иконы был доставлен в собор на неделю раньше.

## Описание
Икона размером 3 на 3 метра выполнена в технике минанкари (перегородчатой эмали) и украшена окладом из золота и драгоценных камней. На ней изображены 432 святых. По верхней стороне расположен образ Пресвятой Троицы, в центре — образ Богородицы, по сторонам от неё — архангелы Михаил и Гавриил. С правой стороны иконы находятся изображения святого Андрея Первозванного и святого Георгия, а с левой — святого Николая и святой Нины. Также на иконе есть изображения мучеников, духовных лиц и других святых — в частности, царя Давида IV Строителя, и святого Шио Мгвимского.
Согласно утверждению Илии II, икона является чудотворной.